# Teluk Lanus
Teluk Lanus is een bestuurslaag in het regentschap Siak van de provincie Riau, Indonesië. Teluk Lanus telt 311 inwoners (volkstelling 2010).